# Leiothrix linearis
Leiothrix linearis är en gräsväxtart som beskrevs av Silveira. Leiothrix linearis ingår i släktet Leiothrix och familjen Eriocaulaceae. Inga underarter finns listade i Catalogue of Life.